# مایک ماکسودیان
مایک ماکسودیان ( انگلیسی: Mike Maksudian؛ زادهٔ ۲۸ مهٔ ۱۹۶۶) بازیکن بیس‌بال در پست گیرنده ارمنی‌تبار اهل ایالات متحده آمریکا است.

## باشگاهی
از باشگاه‌هایی که وی در آن بازی کرده‌است می‌توان به تورنتو بلو جیز، مینه‌سوتا توئینز و شیکاگو کابز اشاره کرد.

## زندگی‌نامه
وی در ۲۸ مه ۱۹۶۶ در بلویل، ایلینوی به دنیا آمد و از دانشگاه آلابامای جنوبی فارغ‌التحصیل گشت. 